# Laia Bonet Rull
Laia Bonet Rull (Valls, 2 de gener de 1972) és una política catalana, membre del Partit dels Socialistes de Catalunya i tinent alcalde de l'Ajuntament de Barcelona des de 2023.

## Trajectòria
Llicenciada en Dret per la Universitat Pompeu Fabra el 1994, ha treballat com a professora a la UPF i a la Universitat Ramon Llull. Com a política, el 2004 va començar a treballar com a assessora jurídica del grup socialista del Parlament, càrrec que mantindria fins al 2006. El 2007 fou nomenada secretària del Govern de la Generalitat, fins que el 2010 fou escollida diputada al Parlament de Catalunya durant la IX legislatura, entre 2010 i 2012. Exercí de portaveu adjunta primera del grup parlamentari socialista.
El gener de 2014 va anunciar que abandonava l'executiva del partit. Va presentar-se a les primàries obertes del PSC per a escollir el cap de llista socialista de Barcelona per a les eleccions municipals de 2015 que va guanyar Jaume Collboni i Cuadrado, i entre 2015 i 2019 treballà a Aigües del Ter-Llobregat com a directora adjunta al president, per dur a terme les relacions institucionals.
Després de les eleccions de 2019 va servir com a tercera tinenta d’alcaldia a l'Ajuntament de Barcelona, encarregada de l'Agenda 2030, Transició Digital, Esports i Coordinació Territorial i Metropolitana. Quan Jaume Collboni va sortir de l'executiu el gener del 2023, va assumir també la direcció de l’àrea d’Economia, Treball, Competitivitat i Hisenda.
Després de les eleccions municipals de 2023 fou nomenada regidora del Districte de Gràcia per al mandat 2023-2027 i primera tinenta d’alcaldia, a l’Àrea d’Ecologia, Urbanisme, Infraestructures, Mobilitat, Espai Públic i Habitatge. També presideix els instituts municipals de l’Habitatge i Rehabilitació, Paisatge Urbà i la Qualitat de Vida, Parcs i Jardins i Urbanisme, i també la Fundació Mies Van der Rohe.